# 林道郎
林 道郎（はやし みちお、1959年7月20日 - ）は、日本の美術史家、美術批評家。上智大学国際教養学部元教授。

## 略歴

### 人物
北海道函館市生まれ。東京大学文学部卒業、東京大学大学院、コロンビア大学大学院で西洋美術史を専攻、1999年、ポール・セザンヌに関する博士論文でコロンビア大学大学院美術史学科博士号取得。武蔵大学人文学部助教授、上智大学比較文化学部助教授、教授を経て、上智大学国際教養学部教授を務めていた。

### 不祥事
2021年4月、林が教授職にあった上智大学の元学生が10年に渡ってセクシャルハラスメントを受けたとして損害賠償を求め東京地裁に提訴、係争中であることが同年9月に報じられた。元学生はアカデミックハラスメントの被害にも遭っており、2020年には林の妻から「不貞行為」で提訴され敗訴しているという。元学生は林の妻に対して約260万円の慰謝料を支払った。
林はSNSアカウントを閉鎖した上で、美術評論家連盟会長の職について辞意を明らかにし、同月27日の時点で会長職を辞任・同連盟を退会した。同連盟は2021年10月に遺憾の声明を発表し、翌年7月には「ハラスメント防止のためのガイドライン」を公表した。
上智大学は当初「本件については個人間のことと認識しておりますので大学としてコメントは控えさせていただきます」としていたが、同月21日には公式サイトにて事実関係の確認を進めていく旨のコメントを公表し、さらに2022年3月4日には、林を同年2月28日付で懲戒解雇処分としたことを公表した。
2023年3月27日、東京地裁は適切な関係ではないが不法行為は認められないとの判決を下した。二人の関係は「適切な関係ではなく、林氏自身も、卒業後に付き合ったことにしておいてくれなどと述べていることからも裏付けられ、実際、被告の勤務先からは大学在学中に性的関係を持ったこと、ラブホテルで論文指導したことを理由に懲戒解雇されているのは相当」としつつも「民法上直ちに不法行為となると解することはできず」、「長期間にわたり原告の意志に反して性的関係を継続したとは認められない」とした。東京地裁は林に対し、元学生が林の妻に支払った慰謝料の半額128万円の支払いを命じたが、それ以外の原告の請求は棄却し、原告側が主張したグルーミングやガスライティングも認めなかった。
元学生は控訴したが、その過程で一審判決を踏まえた和解が2023年10月に成立した。

## 著書
- 『絵画は二度死ぬ、あるいは死なない』(ART TRACE 全7冊、2003-2009年)
- 『死者とともに生きる　ボードリヤール『象徴交換と死』を読み直す』（いま読む！名著：現代書館、2015年）
- 『静かに狂う眼差し　現代美術覚書』（水声社、2017年）

### 共編著
- 『シュルレアリスム美術を語るために』（鈴木雅雄、水声社：水声文庫、2011年）
- From Postwar to Postmodern: Art in Japan 1945-1989 (New York: Museum of Modern Art, 2012)
- 『絵画との契約　山田正亮再考』（松浦寿夫・中林和雄・沢山遼共著、水声社：水声文庫、2016年）

### 翻訳
- エミール ディ・アントニオ／ミッチ タックマン『現代美術は語る　ニューヨーク・1940‐1970』（青土社、1996年）
- ジェーン・ベネット『震える物質　物の政治的エコロジー』（水声社、2024年）
- トーマス・クロウ『芸術の知性』（長谷川宏共訳、水声社、2024年）